# كارول شميت
كارول شميت (بالرومانية: Carol Schmidt)‏ هو سياسي مولدوفي، ولد في 25 يونيو 1846 في بالتسي في مولدوفا، وتوفي في 9 مارس 1928 في كيشيناو في مولدوفا.